# I-122 (sous-marin)
Le sous-marin japonais I-122  (イ-122) est un submersible de la marine impériale japonaise de la classe I-121 (伊百二十一型潜水艦, I-hyaku-ni-jū-ichi-gata sensuikan) ou type Kiraisen (機雷潜型潜水艦, Kiraisen-gata sensuikan) en service durant la Seconde Guerre mondiale.
Durant ce dernier conflit, il a mené des opérations de soutien à l'invasion japonaise de la Malaisie, à l'invasion japonaise des Philippines, au bombardement de Darwin, à la bataille de Midway, à la campagne de Guadalcanal, à la bataille des Salomon orientales et à la campagne de Nouvelle-Guinée. Il a été coulé en 1945.
Après avoir été renuméroté I-122 en 1938, le numéro I-22 a été attribué à un sous-marin ultérieur qui a également servi pendant la Seconde Guerre mondiale.

## Conception
Les quatre sous-marins de la classe I-121 – I-21, I-22, I-23 et I-24, renommés respectivement I-121, 'I-122', I-123 et I-124 le 1er juin 1938,,, - étaient les seuls sous-marins mouilleur de mines de la marine impériale japonaise. Leur conception était basée sur celle du sous-marin mouilleur de mines U-125 de la marine impériale allemande, un sous-marin de type UE II qui était le plus grand des sept sous-marins allemands transférés à l'empire du Japon en tant qu'indemnité de guerre après la Première Guerre mondiale et qui a servi dans la marine impériale japonaise sous le nom de O-6 de 1920 à 1921. Comme le UB-125, les sous-marins de type Kiraisen étaient équipés de deux moteurs diesel d'une puissance combinée de 2 400 chevaux (1 790 kW), pouvaient transporter 42 mines, et possédaient quatre tubes lance-torpilles et un canon de pont unique de 140 mm sur les sous-marins japonais par opposition à un canon de 150 mm sur l'UB-125. Par rapport au sous-marin allemand, ils étaient plus grands - 3 m de plus, et déplaçaient 220 tonnes de plus en surface et 300 tonnes de plus en immersion - et avaient une plus grande portée en surface - 970 milles nautiques (1 800 km) plus loin à 8 noeuds (15 km/h) et immergée - 5 milles nautiques (9,3 km) plus loin à 4,5 nœuds (8,3 km/h). Ils étaient 0,2 nœud (0,37 km/h) plus lent que le UB-125, à la fois en surface et en immersion, transportaient deux torpilles de moins et ne pouvaient plonger qu'à 61 m (200 pieds), contre 76 m (250 pieds) pour le UB-125.

## Construction et mise en service
Construit par le chantier naval Kawasaki à Kobe, au Japon, le I-122 a été mis sur cale le 28 février 1925 sous le nom de sous-marin n° 49. Il a été lancé sous le nom de I-22 le 8 novembre 1926 et a été achevé et mis en service le 28 octobre 1928.Il est commissionné le 28 octobre 1928.

## Histoire du service

### Début de service
Lors de sa mise en service, le I-22 fut affecté au district naval de Kure. Le 16 mars 1933, il fut mis hors service et placé en réserve à Kure. Il fut remis en service le 15 novembre 1933, mais fut à nouveau mis hors service le 16 février 1936, en se plaçant à nouveau en réserve à Kure. Après que son navire-jumeau (sistership, le I-24, ait subi des dommages à ses ballasts principaux alors que les I-23 et I-24 effectuaient des essais de plongée profonde le 25 mai 1935, les quatre sous-marins de sa classe ont vu leur profondeur de plongée nominale limitée à 55 m en 1936.

### Deuxième guerre sino-japonaise
Le 7 juillet 1937 a eu lieu le premier jour de l'incident du pont Marco-Polo, qui a marqué le début de la seconde guerre sino-japonaise. En septembre 1937, la 13e division de sous-marins, composée du I-22 et de son navire jumeau I-21, s'est installée sur une base à Tsingtao, en Chine, et a commencé ses opérations dans les eaux du nord de la Chine dans le cadre d'un blocus japonais contre la Chine,. En décembre 1937, le croiseur léger Kuma est arrivé à Tsingtao pour servir de navire amiral du 3e escadron de sous-marins, composé des I-21, I-22, I-23 et I-24.
Les I-21 et I-22 ont reçu l'ordre de couvrir à distance le Kuma alors qu'il mettait une unité de la Force navale spéciale de débarquement (FNSB) à terre au large de Chefoo, en Chine, le 3 février 1938, mais les deux sous-marins ont connu des problèmes de moteur qui les ont empêchés de faire route pour soutenir le Kuma. Les deux sous-marins ont connu un plus grand succès le 22 mars 1938, lorsqu'ils ont débarqué 30 troupes de la FNSB basées à Shanghai sur l'île Liugong dans la baie de Weihai.
Le 1er juin 1938, le I-22 est renuméroté I-122, libérant ainsi son ancien numéro pour le nouveau sous-marin I-22, lancé cette année-là. Dans un effort pour réduire les tensions internationales liées au conflit en Chine, le Japon a retiré ses sous-marins des eaux chinoises en décembre 1938, et le I-122 est retourné au Japon.

### 1939–1941
Au milieu de l'année 1940, le I-122 et ses trois navires-jumeaux - qui, comme lui, avaient été renumérotés le 1er juin 1938, le I-21 devenant le I-121, le I-23 devenant le I-123 et le I-24 devenant le I-124 - ont été transformés en sous-marins-citernes. Conservant leurs capacités de pose de mines et de torpilles, ils ont été modifiés pour que chacun d'entre eux puisse transporter 15 tonnes d'essence d'aviation avec lesquelles il est possible de ravitailler les hydravions, ce qui permet aux hydravions d'étendre leur rayon d'action lors des missions de reconnaissance et de bombardement en allant à la rencontre des sous-marins dans les ports et les lagunes pour obtenir plus de carburant.
Du 30 janvier au 4 février 1941, le I-121 a temporairement remplacé le I-122 comme vaisseau amiral de la 13e division de sous-marins pendant que le I-122 était en réserve à Kure. Le 1er mai 1941, sa division, la 13e division de sous-marins, a été resubordonnée à la 6e Flotte. Le 15 octobre 1941, la division faisait partie du 3e escadron de sous-marins de la 3e Flotte.
Alors que la marine impériale japonaise commençait à se déployer en novembre 1941 en prévision du conflit imminent dans le Pacifique, le I-122 est arrivé à Samah sur l'île Hainan en Chine en compagnie du ravitailleur de sous-marins Chōgei le 27 novembre 1941.

### Seconde Guerre mondiale

#### Première patrouille de guerre
Le 1er décembre 1941, le I-122 quitte Samah avec le I-121 pour commencer ce qui sera sa première patrouille de guerre. Il reçoit le message « Escaladez le mont Niitaka 1208 » (en japonais : Niitakayama nobore 1208) de la Flotte Combinée le 2 décembre 1941, indiquant que la guerre avec les Alliés commencera le 8 décembre 1941, heure du Japon (7 décembre 1941 de l'autre côté de la Ligne de changement de date à Hawaï, où la guerre commencera avec l'attaque du Japon sur Pearl Harbor).
Le 7 décembre 1941, le I-122 posa quarante-deux mines Type 88 Mark 1 au nord-est de Singapour, puis prit son poste de patrouille au large de l'entrée orientale du détroit de Johore avec le I-121. En Asie de l'Est, la Seconde Guerre mondiale commença le 8 décembre 1941, et les forces japonaises envahirent ce jour-là la Malaisie britannique au nord de Singapour. Réaffecté à la force sous-marine du Sud le 12 décembre 1941, il fait escale dans la baie de Cam Ranh en Indochine française occupée par les Japonais le 14 décembre 1941. Le 18 décembre 1941, il reprend la route pour soutenir l'invasion japonaise des Philippines, à destination des environs de Davao sur Mindanao en compagnie du I-124. Réaffecté au groupe de sous-marins « A » avec les I-121, I-123 et I-124 le 26 décembre 1941, il a terminé sa patrouille le 31 décembre 1941 lorsqu'il est arrivé avec le I-124 à Davao, nouvellement capturée, où le Chōgei a assuré le service des I-121, I-122 et I-124.

#### Seconde patrouille de guerre
Le 5 janvier 1942, le I-122 partit de Davao pour commencer sa deuxième patrouille de guerre, à destination des eaux au large du nord de l'Australie. Le 15 janvier 1942, il posa 30 mines dans les approches occidentales du détroit de Torres. Le 20 janvier 1942, il commença à patrouiller dans les approches nord du détroit de Dundas, entre l'île Melville et la péninsule de Cobourg, dans le Territoire du Nord, sur le continent australien. Il termina sa patrouille en arrivant à Davao avec le I-121 le 30 janvier 1942.

#### Troisième patrouille de guerre
En compagnie du I-121, le I-122 a quitté Davao le 9 février 1942 pour commencer sa troisième patrouille de guerre, avec pour mission principale de soutenir une attaque aérienne imminente sur Port Darwin par les avions des porte-avions de la Force mobile (Kidō Butai) du vice-amiral Chuichi Nagumo et des avions basés à terre d'Ambon et de Kendari, dans les Célèbes. Le 13 février 1942, il a quitté la compagnie du I-121; tandis que le I-121 se dirigeait vers le sud, le I-122 se dirigeait vers le sud-est pour patrouiller à l'ouest du détroit de Torres, où il avait pour ordre d'attaquer les navires alliés et de servir de piquet de surveillance des mouvements des navires alliés. Le 19 février 1942, à 9h57, 188 avions des porte-avions de Nagumo commencèrent une attaque sur le port, les aérodromes et le centre urbain de Darwin, suivie d'un raid de 55 bombardiers japonais basés à terre. L'attaque coula huit navires, endommagea neuf bateaux, détruisit 15 avions et endommagea les structures de la ville elle-même.
Le 24 février 1942, le I-122 aperçut un patrouilleur allié à 6 heures, puis quitta sa station de patrouille à 12 heures. Il se dirigea vers la baie de Staring (Staring Bay), dans la péninsule sud-est de Célèbes, juste au sud-est de Kendari, où avec le I-121 termina sa patrouille le 28 février 1942 avec un rendez-vous avec le Chōgei, qui s'y était installé depuis Davao,. Après s'être ravitaillé en carburant, le I-122 quitta Staring Bay en compagnie du I-121 le 10 mars 1942 - le jour même où ils étaient directement subordonnés au quartier général de la Flotte Combinée - et se dirigea vers le Japon. Ils arrivèrent à Kure le 21 mars 1942, et le I-122 y commença un carénage. Pendant leur séjour, le 6e escadron de sous-marins fut dissous le 10 avril 1942, et sa division - la 13e division de sous-marins - fut directement subordonnée à la 6e Flotte.

#### Opération Midway
Son carénage terminé, le I-122 quitte Kure à destination de Kwajalein le 13 mai 1942, et se déploie pour participer à l'opération Mi, l'invasion japonaise prévue de l'atoll de Midway. Il atteint Kwajalein le 23 mai 1942. Après un bref séjour, il reprit la route pour appuyer une phase préliminaire de l'opération Midway, l'opération K-2, qui consistait à faire appel aux I-121 et I-123 pour ravitailler deux hydravions Kawanishi H8K (nom de code allié "Emily") sur le banc de sable de la Frégate française dans les îles hawaïennes du nord-ouest, afin que les deux appareils puissent effectuer un vol de reconnaissance au-dessus de Pearl Harbor, tandis que le I-122 patrouillait au sud de Pearl Harbor pour sauver les équipages des avions s'ils étaient abattus et que le sous-marin I-171 opérait à l'est du banc de sable de la Frégate française pour fournir une balise radio aux avions. Cependant, lorsque le I-123 arriva au large du banc de sable de la Frégate française à la fin mai 1942, il découvrit que les transports d'hydravions USS Ballard (AVD-10) et USS Thornton (AVD-11) de l'US Navy y opéraient déjà, et l'opération K-2 fut annulée,.
La bataille de Midway commença le 4 juin 1942, et le 5 juin 1942, le I-122 atteignit une nouvelle zone de patrouille pour soutenir les autres forces japonaises qui y participaient. La bataille se termina le 7 juin 1942 par une défaite japonaise décisive, et les Japonais annulèrent l'invasion de Midway. Le I-122 a terminé sa patrouille avec son arrivée à Kwajalein en compagnie des I-121 et I-123 le 25 juin 1942. Il est ensuite retourné au Japon, arrivant à Yokosuka.

#### Campagne de Guadalcanal
Vers la fin du séjour du I-122 à Yokosuka, la 13e division de sous-marins a été resubordonnée au 7e escadron de sous-marins de la 8e Flotte le 14 juillet 1942. Le 16 juillet 1942, il a quitté Yokosuka pour prendre ses nouvelles fonctions, faisant escale à Truk du 24 au 31 juillet 1942 et arrivant à Rabaul sur la Nouvelle-Bretagne le 4 août 1942.
Alors que le I-122 était à Rabaul, la campagne de Guadalcanal commença le 7 août 1942 avec des débarquements amphibies américains sur Guadalcanal, Tulagi, les îles Florida, Gavutu et Tanambogo dans le sud-est des îles Salomon. Ce jour-là, le I-122 et le I-121 prirent la mer depuis Rabaul pour effectuer une reconnaissance dans les eaux au large de Guadalcanal et Tulagi. Le 9 août 1942, il commença une reconnaissance périscopique de Lunga Point sur la côte nord de Guadalcanal et du mouillage de Lungga Roads au large. Le 13 août 1942, à 17h30, il fit surface de jour à 1,6 mille nautique (3 km) au sud-ouest de Tulagi et arborait son drapeau de combat pour tenter d'encourager les soldats de l'armée impériale japonaise qui se battaient sur le rivage. Pendant qu'il faisait surface, il a tenté une reconnaissance de Tulagi, mais il a essuyé des tirs de l'île et a immédiatement été immergé. Le 15 août 1942, le I-122 effectua une reconnaissance de Vanikoro dans les îles Santa Cruz. Il continua à opérer dans le sud-est des îles Salomon jusqu'après la bataille des Salomon orientales les 24 et 25 août 1942. Il retourna à Rabaul le 7 septembre 1942.
Un hydravion de reconnaissance Aichi E13A (nom de code allié "Jake") du transport d'hydravions Chitose avait livré à Rabaul du matériel pour le ravitaillement des hydravions en mer, et le I-122 embarqua ce matériel. Le 9 septembre 1942, il quitta Rabaul pour ravitailler les hydravions dans le détroit de l'Indispensable. Il a opéré au large des récifs indispensables du 14 au 20 septembre 1942, puis a été rappelé à Rabaul. Ses moteurs ont développé un problème d'embrayage en route, mais il est arrivé à Rabaul le 25 septembre 1942.
Le 21 octobre 1942, le I-122 appareilla de nouveau de Rabaul pour ravitailler les hydravions de reconnaissance aux récifs indispensables. Il opéra au large des récifs du 26 au 27 octobre 1942, puis se déplaça vers une zone de patrouille à l'ouest de Guadalcanal. A 6h15 le 6 novembre 1942, il aperçut un convoi allié de trois transports escorté par un croiseur et cinq destroyers au sud-ouest de Malaita. Il tenta une attaque, mais les escortes du convoi le détectèrent et le repoussèrent. Il revint aux Récifs indispensables le 8 novembre 1942 et opéra dans la zone du 10 au 12 novembre 1942. Il revint à Rabaul le 16 novembre 1942, mais partit le même jour pour Truk, où il s'arrêta du 20 au 27 novembre. Il se dirigea ensuite vers le Japon, où il arriva à Kure le 5 décembre 1942 pour y subir une révision.

#### Campagne en Nouvelle Guinée
Une fois sa révision terminée, le I-122 quitta Saeki le 14 mars 1943 à destination de Rabaul, où il arriva le 25 mars 1943 et fut chargé de soutenir les forces japonaises combattant dans la campagne de Nouvelle-Guinée en livrant des fournitures à Lae sur la côte de Nouvelle-Guinée. Il commença sa première campagne de ravitaillement le 27 mars 1943, lorsqu'il prit la mer depuis Rabaul. Il arriva à Lae le 30 mars, déchargea sa cargaison et reprit la mer le même jour, arrivant à Rabaul le 2 avril 1943. Sa deuxième traversée débuta le 15 avril 1943 - le jour même où son escadron, le 7e escadron de sous-marins, fut réaffecté à la flotte de la zone sud-est - et il arriva le 18 avril 1943 à Lae, où il déchargea 23 tonnes de nourriture et de munitions, embarqua 15 soldats malades ou blessés, et repartit le même jour, atteignant Rabaul le 20 avril 1943. 5 tonnes de nourriture et de munitions; le 4 mai 1943, déchargeant à nouveau 23,5 tonnes de nourriture et de munitions et embarquant 15 soldats; le 12 mai 1943 et le 25 mai 1943, partant chaque fois pour Rabaul le jour même de son arrivée. Le 31 mai 1943, la 13e division de sous-marins fut dissoute, et les I-122 et I-121 furent rattachés directement au quartier général du 7e escadron de sous-marins.
Le I-122 a continué à faire des voyages de ravitaillement de Rabaul à Lae pendant tout le mois de juin et jusqu'au début du mois de juillet 1943, faisant escale à Lae et repartant pour Rabaul le même jour les 5 juin, 12 juin, 23 juin et 2 juillet 1943.
Le 15 août 1943, le I-122 et le I-121 sont transférés à l'unité de garde de Kure au Japon. Le I-122 quitte Rabaul pour la dernière fois le 19 août 1943, à destination de ses nouvelles fonctions au Japon. Il arrive à Kure le 1er septembre 1943.

#### Eaux intérieures
Après leur arrivée au Japon, les vieux I-122 et I-121, alors considérés comme obsolètes, ont été retirés du combat et affectés à la base navale de Kure en tant que navires d'entraînement. En décembre 1943, ils faisaient partie de la 18e division de sous-marins avec les sous-marins I-153, I-154 et I-155, qui avaient également été relégués à un rôle d'entraînement. Le 5 janvier 1944, le I-122 a pris part à des expériences de camouflage de sous-marins menées par l'École navale de sous-marins dans la mer intérieure de Seto afin de déterminer la visibilité horizontale et la visibilité depuis un avion d'un modèle de camouflage particulier, l'efficacité de sa couleur par rapport au fond marin, et sa capacité à confondre un observateur quant à la vitesse et à la trajectoire d'un sous-marin, ainsi que pour tester la durabilité de la peinture utilisée[.
Le 1er janvier 1945, le I-122 a été affecté à des tâches d'entraînement dans la 19e division de sous-marins du district naval de Kure avec les sous-marins I-121, I-155, I-156, I-157, I-158, I-159, I-162 et I-165. Le 20 avril 1945, le I-122et le I-121 ont été resubordonnés à la 33e division de sous-marins. Le I-122 a été mis en cale sèche à Maizuru le 28 mai 1945.

#### Perte
Le 9 juin 1945, à 11h45, le I-122 a quitté Maizuru pour une croisière d'entraînement dans la baie de Nanao en mer du Japon. Le 10 juin 1945, alors que le I-122 zigzaguait en surface dans la baie de Nanao à 15 noeuds (28 km/h) en rentrant à sa base de Nanao, le sous-marin américain USS Skate (SS-305) l'a aperçu à 11h20. À 11h44, le Skate a tiré quatre torpilles à une distance de 730 mètres, dont deux ont touché le milieu du I-122, et il a rapidement coulé à 6 milles nautiques (11 km) au sud-est du phare de Rokugo Misaki à la position géographique de 37° 29′ N, 137° 25′ E. Cinq minutes plus tard, l'équipage du Skate a entendu les bruits de la rupture du I-122 et a vu une grande bulle d'air atteindre la surface, suivie d'une grande quantité de pétrole.
Les observateurs du phare ont assisté au naufrage du I-122, mais les Japonais n'ont pas réalisé que les sous-marins américains avaient pénétré les défenses de la mer du Japon et ont attribué sa perte à l'explosion à bord de ses propres torpilles. Après avoir signalé le naufrage, un hydravion à flotteurs Aichi M6A1 Seiran ("Tempête en ciel clair") de la marine impériale japonaise est arrivé sur les lieux pour chercher des survivants, mais n'en a trouvé aucun; le I-122 a été perdu de vue à tout jamais.
Le I-122 a été rayé de la liste de la Marine le 15 septembre 1945.